# 久爾久
久爾久是位於羅馬尼亞南部，瓦拉幾亞平原上的一個城市。隔多瑙河與保加利亞城市魯塞相望。兩城之間有橋梁相連。久爾久是久爾久縣的首府所在地。